# Dunaharaszti
Dunaharaszti is een plaats (város) en gemeente in het Hongaarse comitaat Pest. Dunaharaszti telt 18 356 inwoners (2007).